# جاستن كامبل
جاستن كامبل (بالإنجليزية: Justin Campbell)‏ هو لاعب قذف أيرلندي، ولد في 1970 في Kiltormer ‏ في جمهورية أيرلندا.